# 利佩茨克州
利佩茨克州（羅馬化：Lipetskaya oblast）是俄羅斯聯邦主體之一，屬中央聯邦管區成立於1954年1月6日。面積24,100平方公里，2010年統計人口117萬3513人。首府利佩茨克，距離俄羅斯首都莫斯科536公里。
利佩茨克州位于东欧平原的中心地带，地处俄罗斯中部丘陵地带（高达246米）。其地处顿河水库上游，属中央黑土区地带。利佩茨克州南部与沃罗涅日、库尔斯克州相邻，西部与奥廖尔州相邻，西北部与图拉州相邻，北邻梁赞州，东接坦波夫州。境内主要河流为顿河及其支流。其气候为温带大陆性气候，一月份的平均气温为零下10℃，七月份的平均气温为19℃，降雨量为每年500毫米。